# Nothofidonia ansorgei
Nothofidonia ansorgei är en fjärilsart som beskrevs av W. Warren 1901. Nothofidonia ansorgei ingår i släktet Nothofidonia och familjen mätare. Inga underarter finns listade i Catalogue of Life.